# 國父紀念館站
國父紀念館站，位於台灣台北市信義區、大安區交界處，當地地名「車層（車罾）」，為台北捷運板南線（南港線）的捷運車站。

## 車站概要
車站位於台北市車層（車罾）地區，忠孝東路與光復南路口。站名取自所在地東南邊的國立國父紀念館，車站編號為BL17。

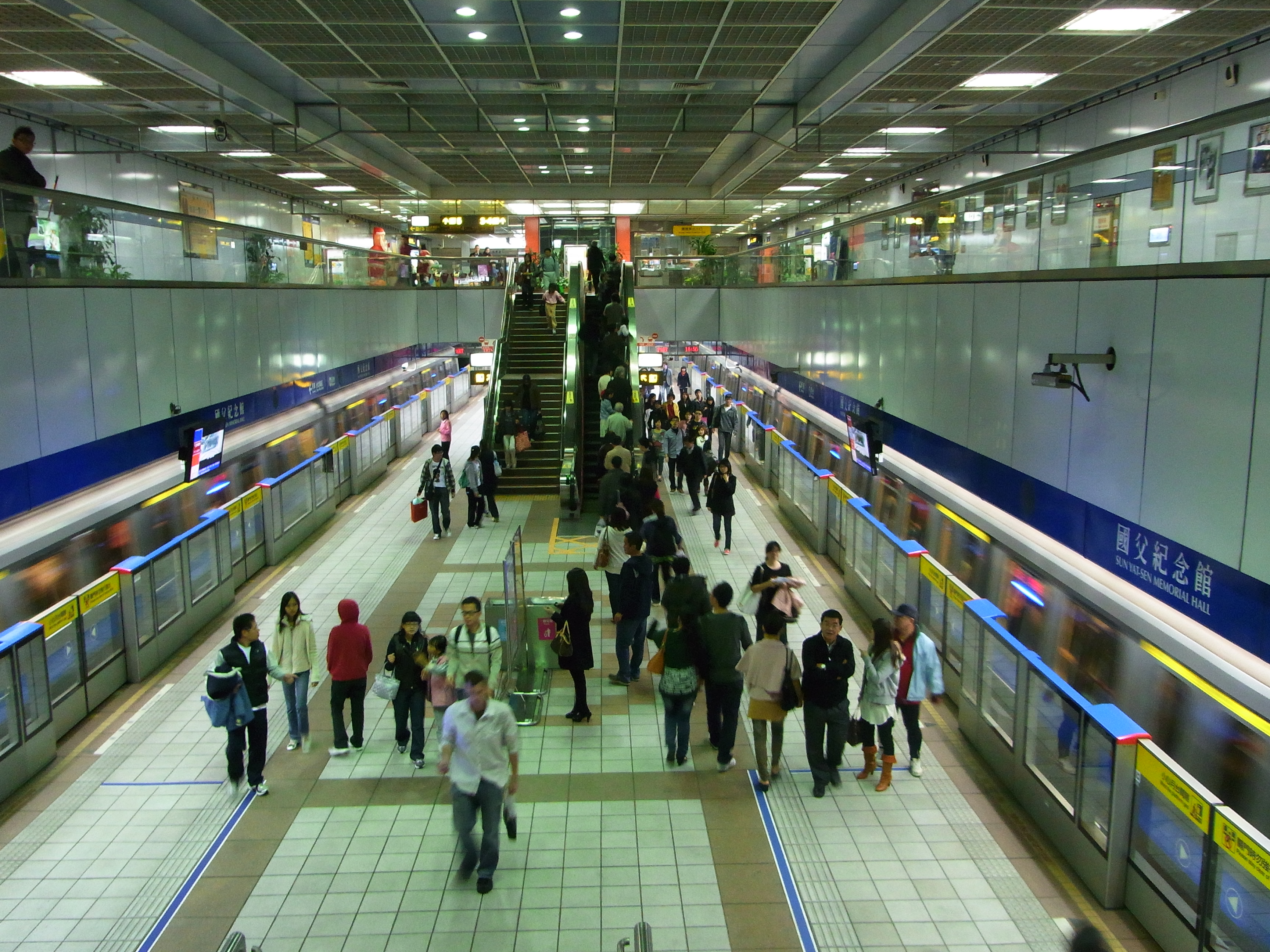
月台

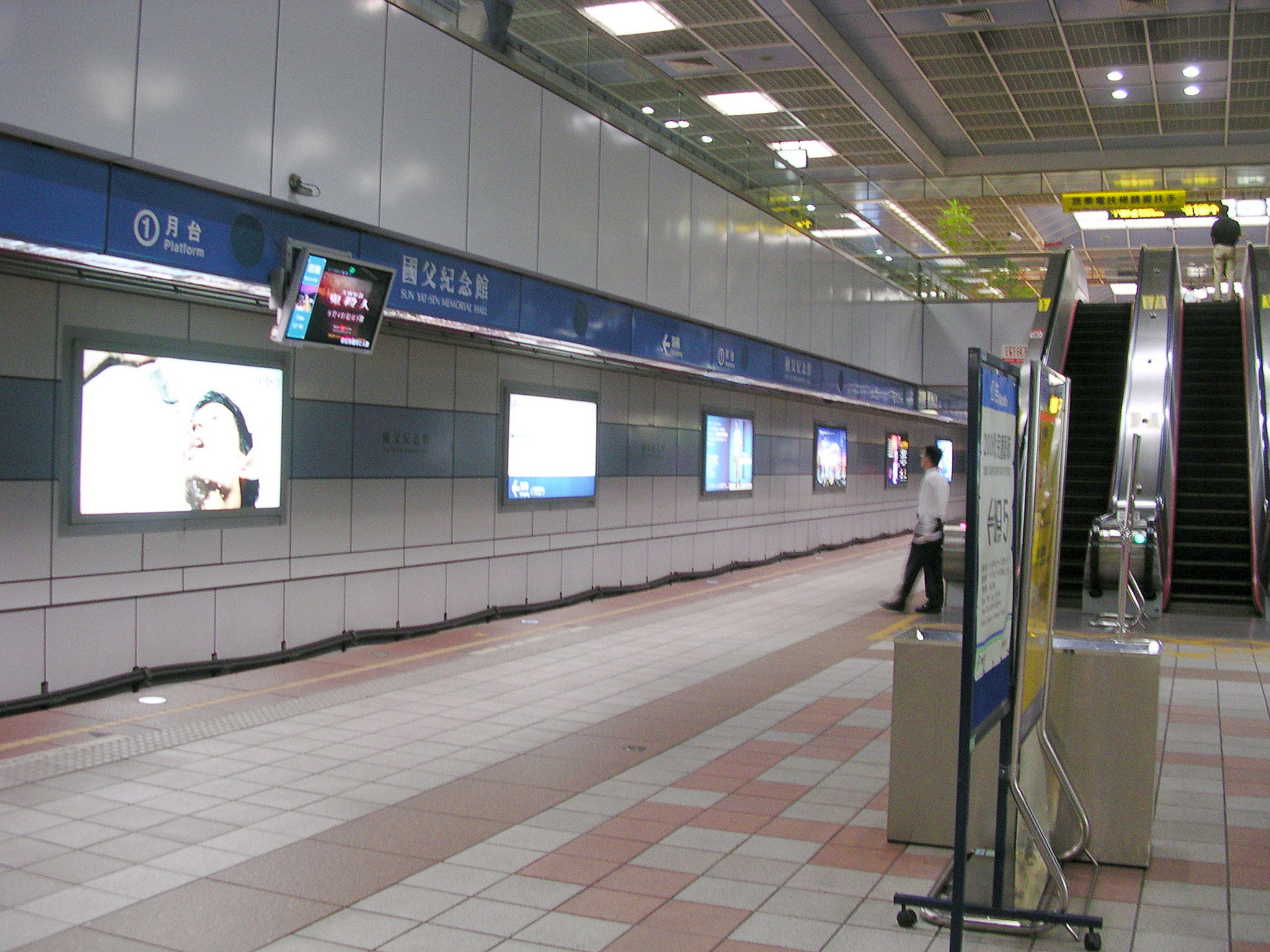
1號月台（往南港展覽館方向）

## 車站構造
地下二層車站，一個島式月台，5個出入口。為了加強乘客安全及防止人員入侵軌道的情形發生，台北捷運公司於2010年在本站、市政府站與圓山站加設月台閘門。

### 車站樓層
| 地面      | 出入口             | 出入口                                                                                  |
| 地下 一樓 | 大廳層             | 車站大廳、詢問處、自動售票機、驗票閘門                                                  |
| 地下 一樓 | 大廳層             | 洗手間（站體東側付費區外，近出口3、4、5）                                               |
| 地下 二樓 | 一月台             | ← 板南線 往南港展覽館方向（BL18 市政府站） ← 板南線（跨年疏運部分班次）列車過站不停     |
| 地下 二樓 | 島式月台，左側開門 |                                                                                         |
| 地下 二樓 | 二月台             | 板南線 往頂埔／亞東醫院方向（BL16 忠孝敦化站）→ 板南線（跨年疏運部分班次）列車過站不停→ |

### 車站出口
出口1、2位於車站西端，出口3～5位於車站東端，無障礙電梯位於出口3和4之間及出口5。
| 出入口                          | 圖片 | 位置                                     |
| ------------------------------- | ---- | ---------------------------------------- |
| 出入口1 · 設有手扶梯            |      | 台北秀傳醫院、華視                       |
| 出入口2 · 設有手扶梯            |      | 大陸大樓、觀光署                         |
| 出入口3 · 設有電梯 · 設有手扶梯 |      | 光復國小                                 |
| 出入口4 · 設有電梯 · 設有手扶梯 |      | 國父紀念館                               |
| 出入口5 · 設有電梯 · 設有手扶梯 |      | 松山菸廠舊址（松山文創園區）、臺北大巨蛋 |
| 註： 設有電梯 \| 設有手扶梯     |      |                                          |

## 歷史
- 1999年12月24日：隨著南港線「市政府－西門」段以及板橋線「西門－龍山寺」段正式通車而啟用[5]（p. 328）。
- 2010年10月1日：半高式月台門正式啟用[5]（p. 331）。
- 2019年10月25日：本站5號出口為配合忠孝東路四段車道路型改善工程於即日起暫時封閉，直到當年12月底開放臨時通道進出。
- 2020年1月4日：本站2號出口為配合增設電扶梯工程於即日起暫時封閉。[6]
- 2020年11月17日：本站重置後的2號出口重新開放。
- 2021年1月5日：本站1號出口為配合增設電扶梯工程於即日起暫時封閉。[7]
- 2021年12月24日：本站重置後的1號出口重新開放。

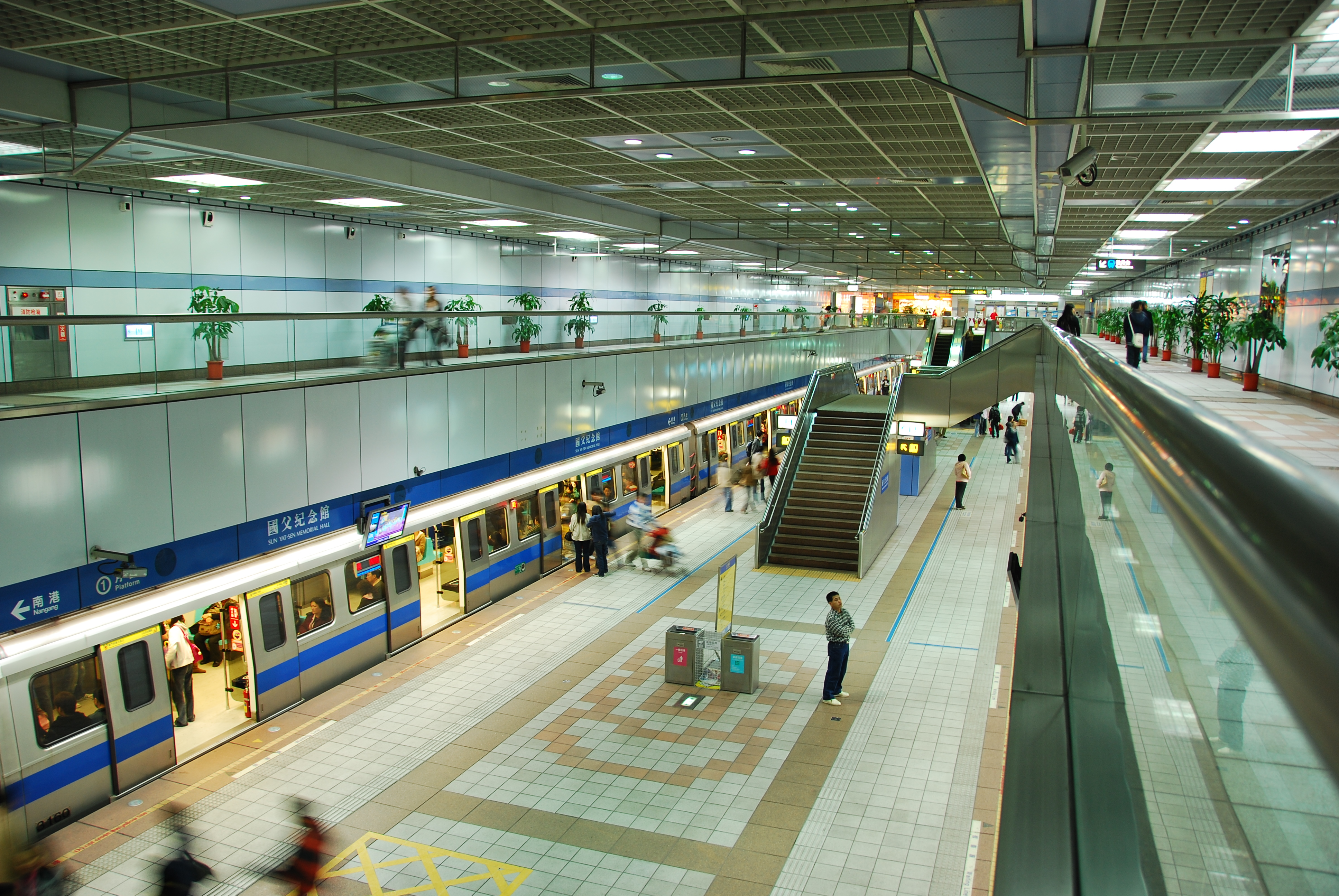
未裝設月台門時期的國父紀念館站（攝於2009年1月）

## 利用狀況
根據2024年12月資料，本站每日旅運量約為61,345，在台北捷運各站中排行第18名。
| 年   | 年間      | 年間      | 年間       | 年間  | 單日平均 | 單日平均 |
| 年   | 上車      | 下車      | 上下車計   | 來源  | 上車     | 上下車   |
| ---- | --------- | --------- | ---------- | ----- | -------- | -------- |
| 1999 | 70,462    | 66,118    | 136,580    | [ 8 ] | 8,808    | 17,073   |
| 2000 | 3,602,525 | 3,887,576 | 7,490,101  | [ 8 ] | 9,843    | 20,465   |
| 2001 | 3,548,033 | 3,773,785 | 7,321,818  | [ 8 ] | [ 註 1 ] | [ 註 1 ] |
| 2002 | 4,787,236 | 5,133,211 | 9,920,447  | [ 8 ] | 13,116   | 27,179   |
| 2003 | 4,536,717 | 4,795,401 | 9,332,118  | [ 8 ] | 12,429   | 25,567   |
| 2004 | 4,922,905 | 5,287,411 | 10,210,316 | [ 8 ] | 13,451   | 27,897   |
| 2005 | 5,095,229 | 5,519,291 | 10,614,520 | [ 8 ] | 13,960   | 29,081   |
| 2006 | 5,453,283 | 5,900,697 | 11,353,980 | [ 8 ] | 14,941   | 31,107   |
| 2007 | 5,876,575 | 6,404,510 | 12,281,085 | [ 8 ] | 16,100   | 33,647   |
| 2008 | 6,481,779 | 7,112,055 | 13,593,834 | [ 8 ] | 17,710   | 37,142   |
| 2009 | 6,529,738 | 7,138,822 | 13,668,560 | [ 8 ] | 17,890   | 37,448   |
| 2010 | 6,919,026 | 7,618,188 | 14,537,214 | [ 8 ] | 18,956   | 39,828   |
| 2011 | 7,734,558 | 8,452,633 | 16,187,191 | [ 8 ] | 21,191   | 44,348   |
| 2012 | 8,188,091 | 9,163,382 | 17,351,473 | [ 8 ] | 22,372   | 47,408   |
| 2013 | 8,531,449 | 9,587,116 | 18,118,565 | [ 8 ] | 23,374   | 49,640   |
| 2014 | 8,304,809 | 9,327,951 | 17,632,760 | [ 8 ] | 22,753   | 48,309   |
| 2015 | 7,645,451 | 8,407,575 | 16,053,026 | [ 8 ] | 20,946   | 43,981   |
| 2016 | 7,590,389 | 8,263,047 | 15,853,436 | [ 8 ] | 20,739   | 43,315   |
| 2017 | 7,563,378 | 8,190,617 | 15,753,995 | [ 8 ] | 20,722   | 43,162   |
| 2018 | 7,783,914 | 8,428,392 | 16,212,306 | [ 8 ] | 21,326   | 44,417   |
| 2019 | 8,058,457 | 8,703,301 | 16,761,758 | [ 8 ] | 22,078   | 45,923   |

## 車站周邊
| | |
| - 國立國父紀念館 - 台北市議會 - 交通部觀光署 - 財政部國有財產署 - 內政部警政署刑事警察局 - 中華電視公司 - 臺北大巨蛋 - 秀傳醫院 - 國聯大飯店 - 華視大樓 - 大陸大樓 | - 臺北市信義區光復國民小學 - 臺灣鐵路公司臺北機廠 - 松山文化創意園區 - 台北文化體育園區 - 臺北市公共自行車租賃系統 - 捷運國父紀念館站（1號出口） - 捷運國父紀念館站（2號出口） - 捷運國父紀念館站（5號出口） |

## 腳註

### 來源資料
1. ↑   (新闻稿). 台北捷運. 2016-04-11  [2016-04-11]. （原始内容存档于2016-04-11） （中文（臺灣））.
2. 1 2  . 臺北大眾捷運股份有限公司. 2021-01-15.
3. ↑  .   [2010-06-17]. （原始内容存档于2010-04-28）. 防跳軌 捷運3站將設月台門- 自由電子報
4. ↑  http://61.222.185.194/?FID=6&CID=47840 （页面存档备份，存于） 台灣新生報 | 防跳軌 北捷增3站設月台門
5. 1 2 3  徐榮崇. . 臺北市文獻委員會. 2015年12月  [2020-01-04]. ISBN 9789860469875. （原始内容存档于2020-12-07）.
6. ↑  捷運國父紀念館站2號出入口暫封 進行電扶梯增設工程 https://www.metro.taipei/News_Content.aspx?n=30CCEFD2A45592BF&sms=72544237BBE4C5F6&s=2BC80A8738D7430D （页面存档备份，存于）
7. ↑  配合臺北市政府捷運工程局進行電扶梯改善工程 國父紀念館站1號出口1月5日起封閉施工 https://www.metro.taipei/News_Content.aspx?n=30CCEFD2A45592BF&sms=72544237BBE4C5F6&s=402A8B6DCDDE703C （页面存档备份，存于）
8. ↑  臺北捷運公司. . 2019-02-26  [2019-08-10]. （原始内容存档于2020-11-28）. 臺北市統計資料庫查詢系統

## 外部連結
- 臺北大眾捷運股份有限公司（页面存档备份，存于）
- 臺北市政府捷運工程局（页面存档备份，存于）
- 國父紀念館站位置圖（台北捷運公司）（页面存档备份，存于）
- 國父紀念館站剖面相關位置圖（台北捷運公司）（页面存档备份，存于）
- 販賣店現況 （页面存档备份，存于）